# نائونوبو فوجی
نائونوبو فوجی (انگلیسی: Naonobu Fujii؛ زادهٔ ۵ ژانویهٔ ۱۹۹۲ – ١٠ مارس ٢٠٢٣) بازیکن والیبال اهل ژاپن بود که به‌علت ابتلا به سرطان درگذشت.